# Savikkojärvet (Jukkasjärvi socken, Lappland, 753703-176616)
Savikkojärvet är en sjö i Kiruna kommun i Lappland och ingår i Torneälvens huvudavrinningsområde.